# 신혜
신혜(본명: 백신혜, 1985년 10월 10일 ~ )는 대한민국의 가수다.

## 학력
- 영광여자고등학교 졸업
- 호서예술전문학교 연기예술계열 뮤지컬전공

## 앨범
- 2008년 정규앨범 Drama Story
- 2010년 나 좀 봐요 싱글
- 2012년 정규앨범 Diamond
- 2013년 Special Album
- 2015년 정규앨범 똑소리 나는 남자

## 홍보대사
- 2012년 목동홍익병원 홍보대사
- 2012년 호서예술전문학교, 호서전문학교 홍보대사
- 2016년 성심요양병원·새성심요양원 홍보대사

## 수상
- 2004년 추풍령가요제 금상 수상
- 2007년 전국노래자랑 최우수상
- 2007년 전국노래자랑 연말결선 우수상
- 2008년 무등가요제 대상 수상
- 2012년 KBS 사장 감사패
- 2014년 대한민국 봉사대상 복지부장관 표창 수상